# Reurbanización El Silencio
La Reurbanización El Silencio o simplemente El Silencio es una urbanización de Caracas, Venezuela que se encuentra dentro del Casco Central de esa ciudad en la Parroquia Catedral del Municipio Libertador.

## Historia

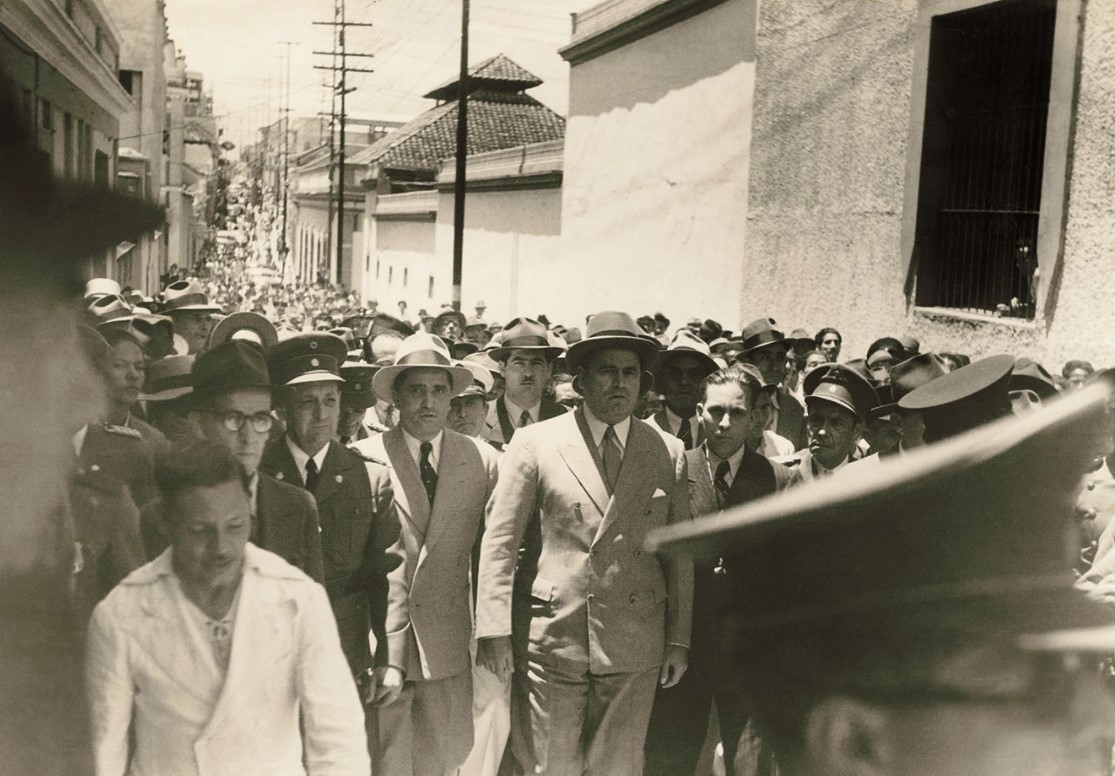
El presidente Isaías Medina Angarita, junto al gobernador del Distrito Federal, Luis Gerónimo Pietri; el ministro de Obras Públicas, Manuel Silveira, y el director-gerente del Banco Obrero, Diego Nucete Sardi, en el inicio de la demolición de los inmuebles de El Silencio, 25 de julio de 1942.

Apenas fundada Caracas en 1567 se le denominó El Tartagal al área que hoy ocupa El Silencio. Para ese momento se trataba de un campo al oeste de las 25 manzanas originales de la ciudad y Garcí González de Silva compró esos terrenos pocos años después de la fundación de Caracas. El nombre El Silencio se presume se originó luego de una epidemia que causó la muerte a todos los habitantes de esa zona.
Durante siglos se siguieron asentando barriadas pobres en esa área, hasta que el gobierno de Isaías Medina Angarita decide ordenar la demolición de todas las casas, bares y prostíbulos que se encontraban en la zona para dar paso a la reurbanización de El Silencio el 25 de julio de 1942. Las labores de construcción se iniciaron el 4 de enero de 1943, siendo el arquitecto Carlos Raúl Villanueva el encargado de su diseño junto con el escultor Francisco Narváez. 
El Bloque N° 1 fue iniciado en febrero de 1944. El primero de los bloques en ser inaugurado fue el N° 7 el 5 de julio de 1944. El 26 de agosto de 1945 es inaugurada la Reurbanización El Silencio, con 7 bloques y dos plazas, la Plaza O'Leary en el centro de la zona y la Plaza Miranda ubicada al este de la urbanización. En 1969 el proyecto recibió el Premio Construcción otorgado por la Cámara Venezolana de la Construcción. En 1999 El Silencio es declarado bien de interés cultural. Desde 2003 la Alcaldía de Libertador recupera el área de lo que desde entonces se llama Urbanización  El Silencio.